# Musikalische Sozialisation
Die Musikalische Sozialisation bezeichnet die auf die Musik bezogene Entwicklung eines Individuums.

## Begriffsbestimmung
Der aus den Sozialwissenschaften übernommene Sozialisationsbegriff hat die musikpsychologische und musikpädagogische Forschung um ein wichtiges Element erweitert.
Auch musikalisches Handeln kann als ein „transaktionaler Prozess zwischen Person und Umwelt“ betrachtet werden. (Oerter,  R.; 1993, S. 254 in: Rösing, H.; 1995; S. 349)
Die Strategien musikalischen Handelns und Verhaltens ergeben sich aus den Aneignungs- und Vergegenständlichungsprozessen des Einzelnen. Diese kann man unter zwei Perspektiven beschreiben, nämlich dem Aspekt der Entwicklung und dem Aspekt der Sozialisation. Der musikalische Entwicklungsprozess wird durch verschiedene gesellschafts- und kulturspezifische Sozialisationsinstanzen ausgeformt, die dazu führen, dass das Individuum zuerst einmal strukturelle und inhaltliche Merkmale der Musikkultur übernimmt, um sie danach gegebenenfalls zu verändern oder gar zu erneuern. 
Beim Begriff Sozialisation wird die Bedeutung der Sozialisationsinstanzen besonders hervorgehoben, die auf den Einzelnen prägend einwirken. Dazu gehören neben der Familie als primäre Sozialisationsinstanz auch die verschiedenen Bildungsinstitutionen wie Kindergarten, Schule, Ausbildung, Universität, die eine Person durchlaufen kann, die Massenmedien, die genutzt werden, die Umwelt- und Rahmenbedingungen, in denen sich das Leben des Einzelnen abspielt (geographische Lage, soziales Umfeld etc.) und personenbezogene Komponenten wie Alter, Geschlecht, Veranlagung. (Gembris, H.; 1987 in: Rösing, H.; 1995, S. 349) Die Komplexität des Sozialisationsbegriffs wird dadurch deutlich, dass soziokulturelle und personenabhängige Bedingungsvariablen ineinander übergreifen und dabei in einen historisch-dynamischen Kulturbegriff eingebettet sind. Dieser so definierte Sozialisationsbegriff wurde oft in Zusammenhang mit kulturkritischen Analysen gebracht, wie z. B. der nachteilig-manipulativen Wirkung von Massenmedien auf das Individuum, was aber der Komplexität von Sozialisationsprozessen kaum Genüge leistet. Die Annahme, dass ein direkter Zusammenhang zwischen massenmedial verbreiteter Musik und den Musikpräferenzen des Einzelnen besteht, wird den sehr differenzierten und realitätsbezogenen Sozialisationsmodellen nicht gerecht. (Rösing, H.; Oerter; R.; 1993 in: Rösing, H.; 1995, S. 350) Forschungsbedarf bleibt dennoch hinsichtlich der Anpassung der oben zitierten Modelle an die digitale Revolution hinsichtlich medienbasierter Musik, deren Verbreitung und zunehmende Verfügbarkeit. Nicht allein der direkte, sondern vor allem der zunehmend indirekte Einfluss der Medien auf die Musikpräferenzen des Einzelnen sind entsprechend zu berücksichtigen.

## Modellvorstellungen
Alle in der Sozialisationsforschung entworfenen Erklärungsmodelle verdeutlichen auf verschiedene Art, dass musikalisches Handeln und Verhalten nachhaltig kulturabhängig und sozial ausgerichtet ist. (Farnsworth, P.R.; 1976 in: Rösing, H.; 1995, S. 350) Während der Entwicklung der Modellentwürfe lassen sich zwei Strategien erkennen, nämlich die Reduzierung auf einige wenige kategoriale Kriterien, die dann noch je nach Fragestellung weiter ausdifferenziert werden müssen, oder die sehr genaue detaillierte Darstellung aller erfassbaren Bedingungsvariablen musikalischen Handelns in einem komplexen Schaubild.

### Modell von A.N. Sochor
A.N. Sochor legte 1980 ein „Schema der Musikkultur der sozialistischen Gesellschaft“ vor, in dem der Musikkonsument nur eine untergeordnete Rolle einnimmt. Laut Sochor sollte er nur ein kleines Rädchen im streng institutionalisierten sozialistischen Musikbetrieb darstellen. 
(Sochor, A.N.; 1980 in: Rösing, H.; 1995, S. 350)

### Modell von W.F. Prince
Bei diesem Erklärungsmodell steht der musikalisch Handelnde im Zentrum des Geschehens. Prince veröffentlichte sein Schema als Flussdiagramm, um das Verhalten von Musikhörern zu erklären.(Prince, W.F.; 1977 in: Rösing, H.; 1995, S. 350) Hier werden personenbezogene Faktoren wie musikalische Übung und Erfahrung, selektive Aufmerksamkeit, momentane Stimmung, musikalische Präferenzen, Formen der Darstellung von musikalischen Strukturen etc. in einem sehr komplexen Zusammenhang dargestellt und in Beziehung gesetzt.

### Modell von K.-E. Behne
In diesem Modell wird stark von der Erfahrung als wichtigstem Merkmal für musikbezogenes Verhalten und Handeln ausgegangen. Erfahrungen, die der Einzelne im Laufe seines Lebens mit Musik macht, verfestigen sich zu Erlebnismustern. Antrieb für diesen Prozess sind „neuartige Erfahrungen sowie Dissonanzen in den verfügbaren Wissens- und Erfahrungsbeständen“. (Behne, K.-E.; 1993, S. 344 in: Rösing, H.; 1995, S. 351) Dies geschieht dann, wenn jemand, der eine negative Einstellung zu geistlicher Musik hat, dennoch einen unvoreingenommen gehörten Ausschnitt geistlicher Musik als positiv wahrnimmt. Ob diese Art des unbefangenen Hörens allerdings wirklich möglich ist, ist fraglich.

### Schema von Buchhofer, Friedrichs und Lüdtke
Erfahrungen beruhen auf  sozialisationsbedingten Lernvorgängen, die im Schema von Buchhofer, Friedrichs und Lüdtke zur Entstehung von musikalischen Präferenzen und zur aktuellen Auswahl von Musikstücken in Verbindung mit dem „Modell-lernen“ (Musik, die im Elternhaus gehört o. gespielt wurde) und dem „Kontiguitätslernen“ (Musikerfahrung in bestimmten sozialen Situationen) gebracht werden. 
(Buchhofer, B. u. a.; 1974 in: Rösing, H.; 1995, S. 351)

### Modell von LeBlanc
Dieses „Interaktive Modell“ zur Entwicklung von Musikpräferenzen ist handlungsbezogen konzipiert und das Ergebnis musikalischer Sozialisation. Es ist, was die institutionellen, lernpsychologischen und personabhängigen Sozialisationsvariablen betrifft, zwar hierarchisch aufgebaut, aber auch interaktiv angeordnet, wenn man es als Regelkreissysteme mit den Hirnaktivitäten des Musikhörers als hauptsächlicher Steuerung betrachtet. (LeBlanc, A.; 1982
in: Rösing, H., 1995, S. 351)

### Zusammenfassung der Schemata durch Dollase u.a.
Im Rahmen des gesellschaftlichen Kontextes, der sich aus den musikalischen Produktionssystemen (Instrumente, Notenmaterial, Tonträger), dem musikalischen Repertoire und dessen Bewertung zusammensetzt, wird der Einzelne mit seiner biologischen Veranlagung und seiner physiologischen Konstitution mit objektiven Lebensbedingungen konfrontiert, die je nach regionalem und sozialem Umfeld unterschiedlich sind. Die wichtigsten Punkte, die für die individuelle musikalische Sozialisation von Bedeutung sind, sind der zeitliche und finanzielle Aufwand, der für Musik betrieben wird, wann Musik gehört oder gemacht wird, und wie sehr das musikalische Handeln von verschiedenen Institutionen wie Medien, Gleichaltrigen, Schule oder Elternhaus beeinflusst wird. 
Soziale Lernprozesse beinhalten die Akzeptanz bzw. die Abgrenzung von bestimmten Musikgeschmäckern. Assoziatives Lernen bezieht sich darauf, dass bestimmte Musik (Discomusik, Marschmusik, Orgelmusik) eine bestimmte Wirkung und Funktion ausübt. Instrumentelles Lernen beruht darauf, dass musikalisches Handeln durch Lob oder Tadel entweder verstärkt oder verhindert wird. Zum kognitiven Lernen gehört jede Information über Musik, Komponisten, Interpreten. Diese Lernprozesse ergänzen sich gegenseitig und führen zu kulturbezogenen Formen musikalischen Verhaltens, die wieder Teil der Musikkultur werden, was sich in bestimmten Hörgewohnheiten, Hörstrategien, Musikpräferenzen, Funktionen von Musik und Reflexionen über Musik widerspiegelt. (Rösing H.; 1992 in: Rösing, H.; 1995, S. 353)
Dieses Modell zeigt zwar Zusammenhänge auf, aber gibt keine klare Auskunft über die Bedeutung und Gewichtung der einzelnen Variablen. 
Die angeführten Modellvorstellungen sind idealtypische Konstruktionen, die empirisch untermauert werden müssen. Empirische Daten können allerdings auch nicht mehr als ein Oberflächenbild von Sozialisationsprozessen abgeben, wenn sie nicht in interpretatorischen Bezug zu den Modellvorstellungen gesetzt werden.

### Verwendete Literatur
- W. Pape, D. Pickert: Amateurmusiker: Von der klassischen bis zur populären Musik. Frankfurt/Main 1999, S. 16–39
- H. Rösing: Musikalische Sozialisation. In: S. Helms, R. Schneider, R. Weber (Hrsg.): Kompendium der Musikpädagogik. Kassel 1995, S. 349–371

### Weiterführende Literatur
- K.-E. Behne: Musikpräferenzen und Musikgeschmack. In: Bruhn, H. u. a. (Hrsg.): Musikpsychologie. Ein Handbuch. Reinbek 1993, S. 339–353
- B. Buchhofer u. a.: Musik und Sozialstruktur. Theoretische Rahmenstudie und Forschungspläne. Köln 1974.
- R. Dollase u. a.: Demoskopie im Konzertsaal. Mainz 1986
- P. R. Farnsworth: Sozialpsychologie der Musik. Stuttgart 1976
- H. Gembris: Musikalische Fähigkeiten und ihre Entwicklung. In: H.de la Motte-Haber (Hrsg.): Psychologische Grundlagen des Musiklernens. Kassel 1987, S. 431–469
- A. LeBlanc: An interactive theory of music preference. In: Journal of Music Therapy, 1982, 19, S. 28–45
- R. Oerter: Musik und Individuum. Handlungstheoretische Fundierung. In: H. Bruhn u. a. (Hrsg.): Musikpsychologie. Ein Handbuch. Reinbek 1993, S. 253–267
- W. F. Prince: A paradigm for research on music listening. In: B. Dopheide (Hrsg.): Hörerziehung. Darmstadt 1977, S. 302–318
- H. Rösing: Musik als Lebenshilfe? Funktionen und Alltagskontexte. In: W. Lipp (Hrsg.): Gesellschaft und Musik. Wege zur Musiksoziologie. Berlin 1992, S. 311–331
- H. Rösing, R. Oerter: Kultur und Musikpsychologie. In: H. Bruhn u. a. (Hrsg.): Musikpsychologie. Ein Handbuch. Reinbek 1993, S. 43–56
- A. N. Sochor: Soziologie und Musikkultur. In: A. N. Sochor (Hrsg.): Fragen der Musiksoziologie und Musikästhetik. Leningrad 1980, S. 10–136